# Helmut Bark
Helmut Bark (* 28. September 1926 in Berlin; † 11. Juni 2019 in Zernsdorf) war ein deutscher Judoka.

## Leben als aktiver Judoka
Helmut Bark interessierte sich schon als Schüler für Kampfsport, insbesondere für Jiu Jitsu und Judo, und begann mit 14 Jahren in einem Sportverein die Judo-Fallschule und Jiu Jitsu- und Judo-Kampftechniken zu trainieren. Als Jugendlicher nahm er erfolgreich an Judo-Wettkämpfen und -Meisterschaften teil. Bei den Deutschen Jugendmeisterschaften 1944 erreichte er in seiner Alters- und Gewichtsklasse den 3. Platz. Nach dem Zweiten Weltkrieg verboten die Besatzungsmächte per Kontrollrats-Direktive jegliche Ausübung von Kampfsportarten in Deutschland. Während der Verbotszeit nahm Helmut Bark in Berlin wieder Verbindung mit Sportfreunden auf und traf sich mit ihnen in Kellerräumen oder Bootsschuppen zum Judotraining.
Ab 1948 wurde in den Besatzungszonen nach und nach das Kampfsportverbot aufgehoben, sodass einige Berliner Sportvereine wieder Judosportler aufnahmen und Wettkämpfe ausrichteten. Helmut Bark wurde 1949 Mitglied der BSG Glühlampenwerk Berlin, in der der Dan-Träger Hans Becker eine kampfstarke Judo-Mannschaft trainierte. In der Sowjetischen Besatzungszone (SBZ) war am 1. Oktober 1948 der „Deutsche Sportausschuß“ (DS) gegründet worden, der 1949 auf Initiative Hans Beckers die Sportart Judo in seine Abteilung „Schwerathletik“ eingliederte. Zusammen mit Hans Becker, Willi Lorbeer, Lothar Skorning, Ewald Schönrock, Arno Frank und anderen Berliner Judosportlern gehörte Helmut Bark zu den Gründungsmitgliedern des Ost-Berliner Judoverbands bei den „Schwerathleten im DS“. Der DS richtete 1950 die ersten Judo-Einzelmeisterschaften in Dresden aus, wo Helmut Bark im Weltergewicht seinen ersten Meistertitel errang. Diesen Erfolg konnte er bei den Judo-Meisterschaften 1951, 1952 und 1953 wiederholen. Außerdem trat er im Dezember 1953 bei den vom Deutschen Athleten-Bund (DAB) ausgerichteten Gesamtdeutschen Judomeisterschaften in Bremerhaven an, wo er den Finalkampf gegen Josef Daxer vom TSV München Großhadern verlor und die Vize-Meisterschaft errang.
Mit der Mannschaft der BSG Mechanik Friedrichshain/Ost gewann Helmut Bark 1951 in Görlitz gegen die BSG Motor Südost Leipzig die erste DDR-Mannschaftsmeisterschaft. Mit der gleichen Mannschaft gewann er unter dem neuen Vereinsnamen BSG Motor Friedrichshain 1952 in Schwerin hinter der BSG Einheit Dresden-Süd den DDR-Vizemeistertitel. Ab 1951 wurde Helmut Bark mehrmals in Auswahlmannschaften der DDR berufen. 1955 nahm er mit sechs ostdeutschen Wettkämpfern am Turnier um den Mitropa-Cup der Europäischen Judo-Union (EJU) in Nürnberg teil.
Auf Beschluss des Präsidiums der „Sektion Judo“ im DS formierte sich am 8. Mai 1954 in Ost-Berlin das Dan-Kollegium in der DDR, das erstmals eine Dan-Prüfung durchführte und Helmut Bark zusammen mit Horst Wolf und Siegmund Haunschild den 1. Dan Judo verlieh. Danach gehörte Helmut Bark 1954 zu den ersten 10 Dan-Trägern in der DDR.

## Leben als Judo-Übungsleiter und -Funktionär
Als Mitglied der BSG Empor Berlin begann Helmut Bark 1952 als aktiver Judoka seine Laufbahn als Judo-Übungsleiter, die er ab 1954 beim SC Dynamo Berlin fortsetzte. 1956 trat er vom aktiven Wettkampfsport zurück und arbeitete als Übungsleiter des SC Dynamo Berlin, der 1958 die DDR-Mannschaftsmeisterschaft gewann und damit die seit 1952 dominierende Judo-Mannschaft des SC Wismut Karl-Marx-Stadt ablöste. Bei den Mannschaftsmeisterschaften 1959 und 1960 erreichten die Judoka des SC Dynamo Berlin jeweils den 3. Platz.
Im Februar 1958 nahm Helmut Bark im Auftrag der „Sektion Judo“ im DS zusammen mit Horst Wolf an einer internationalen Kampfrichterschulung der EJU in Saarbrücken teil. Danach wurde er bei der Gründung des Deutschen Judo-Verbandes (DJV) zum Vorsitzenden der DJV-Kampfrichterkommission berufen. Der DJV führte 1958 in Leipzig erstmals eine Prüfung zum 2. Dan Judo durch, wobei Helmut Bark, Willi Lorbeer und Alfons Neumann die Bedingungen des Dan-Kollegiums erfüllten. Neben seiner Funktion als Vorsitzender der DJV-Kampfrichterkommission wurde Helmut Bark in den 1960er Jahren als Mitglied in die Graduierungs- und Dan-Prüfungskommission des DJV berufen und war auch als Kampfrichter mit EJU-Lizenz tätig.
Im Sportforum Hohenschönhausen betreute Helmut Bark bis 1960 nicht nur Judoka des SC Dynamo Berlin, sondern trainierte dort bis Mitte der 1970er Jahre auch die Judosportler der HSG Humboldt-Uni und der SG Dynamo Hohenschönhausen, darunter auch den fünfmaligen DDR-Meister Hans Roth. Die HSG Humboldt-Uni gewann unter seiner Leitung sieben Einzel- und vier Mannschaftstitel bei den DDR-Meisterschaften der Männer. Außerdem wurde die Mannschaft der HSG Humboldt-Uni unter seiner Ägide einmal Zweiter und viermal Dritter der DDR-Mannschaftsmeisterschaften und bei den DDR-Einzelmeisterschaften der Männer errangen die Kämpfer der HSG Humboldt-Uni noch drei Zweite und 10 Dritte Plätze. Hinter den Judo-Sportclubs hatte die HSG Humboldt-Uni damit in den 1960er und 70er Jahren eine führende Position unter den Judo-Vereinen in der DDR. Ab 1974 wurde Uwe Stock Helmut Barks Nachfolger als Judotrainer der HSG Humboldt-Uni.
Als langjährigem Vorsitzenden der Kampfrichterkommission verlieh der DJV Helmut Bark 1970 den 4. Dan. In den 1970er Jahren übernahm er vermehrt Aufgaben als Funktionär im DJV. Er gehörte zu den Organisatoren der Judo-Europameisterschaften der Männer 1970 und der Junioren 1977 in Ost-Berlin. 1984 organisierte er die Durchführung der Europameisterschaften in Rostock. Das Präsidium des DJV berief ihn 1974 als Nachfolger von Henry Hempel zum Vorsitzenden der DJV-Graduierungskommission, die die Dan-Prüfungskommissionen in den Bezirken einsetzte und deren Arbeit kontrollierte. Der DJV verlieh ihm 1976 den 5. Dan, 1978 den 6. Dan und 1988 den 7. Dan. Vorsitzender der DJV-Graduierungskommission blieb er bis zur Vereinigung des DJV mit dem Deutschen Judo-Bund (DJB) im Februar 1991.
Während der Wende in der DDR setzte sich Helmut Bark für die Eingliederung der Ostberliner Judoka in den Judo-Verband Berlin (JVB) und die Fortführung seines Sports in den neuen Verbands- und Vereinsstrukturen ein. Im Auftrag des DJV-Präsidenten Erhard Buchholz führte er 1990 die Verhandlungen mit Verantwortlichen des DJB, um vor der Vereinigung der beiden Judo-Verbände eine gemeinsame Graduierungs- und Prüfungsordnung zu vereinbaren. Dabei konnte er als DJV-Unterhändler bewährte Grundsätze und Verfahrensweisen des DJV in die Verhandlungen einbringen und diese mit Erfolg für die neuen, ostdeutschen Judo-Landesverbände behaupten.
Seit 1991 gehörte er dem JVB an, der ihn zum Ehrenmitglied ernannte, ihn in die Auszeichnungskommission des JVB berief und als Prüfer in Dan- und Kyu-Prüfungskommissionen einsetzte. An seinem Wohnort wurde Helmut Bark Mitglied im brandenburgischen Judoverein JV Königs Wusterhausen/Zernsdorf. Als Mitglied dieses Vereins wurde er auch vom Brandenburgischen Judo Verband (BJV) bis zu seinem 88. Lebensjahr in Prüfungskommissionen berufen. Außerdem war er Ehrenmitglied in den Berliner Judovereinen SC Lotos und Kampfsportschule im Klostergarten (KiK).
Für seine Verdienste war Helmut Bark in der DDR als „Meister des Sports“ und „Verdienter Meister des Sports“ ausgezeichnet worden. Im Rahmen des EJU/IJF-Turniers um den European Cup Cadets U17 in Berlin am 5. und 6. Mai 2012 ehrte ihn der Präsident des DJB, Peter Frese, mit der Verleihung des 8. Dan Judo.
Helmut Bark verstarb am 11. Juni 2019 und wurde auf dem Waldfriedhof Zernsdorf beigesetzt.

## Erfolge als Judoka
- 1944: Berliner Jugendmeister und Dritter bei den Gesamtdeutschen Jugendmeisterschaften
- 1950: DDR-Meister im Weltergewicht
- 1951: DDR-Meister im Weltergewicht, DDR-Mannschaftsmeister
- 1952: DDR-Meister im Weltergewicht, Zweiter Platz bei der DDR-Mannschaftsmeisterschaft
- 1953: DDR-Meister im Weltergewicht; Vizemeister bei der Gesamtdeutschen Einzelmeisterschaft des DAB